# Малехово (гміна)
Гміна Малехово (пол. Gmina Malechowo) — сільська гміна у північно-західній Польщі. Належить до Славенського повіту Західнопоморського воєводства.
Станом на 31 грудня 2011 у гміні проживало 6631 особа.

## Територія
Згідно з даними за 2007 рік площа гміни становила 226.63 км², у тому числі:
- орні землі: 60.00%
- ліси: 31.00%

Таким чином, площа гміни становить 21.72% площі повіту.

## Населення
Станом на 31 грудня 2011:
| Опис     | Загалом | Загалом | Чоловіки | Чоловіки | Жінки | Жінки |
| -------- | ------- | ------- | -------- | -------- | ----- | ----- |
| одиниця  | осіб    | %       | осіб     | %        | осіб  | %     |
| все      | 6631    | 100     | 3327     | 50.17    | 3304  | 49.83 |
| міське   | 0       | 100     | 0        |          | 0     |       |
| сільське | 6631    | 100     | 3327     | 50.17    | 3304  | 49.83 |

## Сусідні гміни
Гміна Малехово межує з такими гмінами: Дарлово, Полянув, Славно, Сянув.